# Pedro Dias Pais Leme
Pedro Dias Pais Leme, primeiro e único barão com grandeza, visconde com grandeza e marquês de Quixeramobim (Ouro Preto, fevereiro de 1786 – Rio de Janeiro, 14 de novembro de 1849), foi um engenheiro e fazendeiro brasileiro. Faleceu em sua fazenda em Bom Jardim. Seu título de nobreza é proveniente da fazenda Quixeramobim, pertencente a sua família e localizada próxima a Itaguaí, no estado do Rio de Janeiro, e não em homenagem à cidade cearense de idêntico nome.

## Biografia
Filho de García Rodrigues Pais Leme, fidalgo da Casa Real, e de Ana Francisca Joaquim de Oliveira Horta, viúva de Gregório Caldeira Brant. É meio-irmão de Felisberto Caldeira Brant Pontes de Oliveira e Horta, marquês de Barbacena, e de Ildefonso de Oliveira Caldeira Brant, visconde de Gericinó. Casou-se com Francisca de Paula de Mendonça, dama honorária da Imperatriz, filha do senador Jacinto Furtado de Mendonça.
Doutor em Matemática, era coronel do Corpo de Engenheiros e Gentil Homem da Imperial Câmara.
Brasão de armas
Em campo de oiro cinco melros, sem pés nem bicos, postos em santor. Seu timbre é uma espada de ouro e no meio um melro do escudo. 

## Títulos
- Barão com grandeza por decreto de 12 de outubro de 1825.
- Visconde com grandeza por decreto de 4 de abril de 1826.
- Marquês por decreto de 12 de outubro de 1826.